# Ratpenat de Chiloé
El ratpenat de Chiloé (Myotis chiloensis) és una espècie de ratpenat de la família dels vespertiliònids. Viu a l'Argentina i Xile. Els seus hàbitats naturals són els boscos patagons, les zones costaneres de Xile i les esquerdes de les roques. És una espècie en risc mínim, és a dir, no sembla que hi hagi cap amenaça significativa per a la seva supervivència.